# Policier adjoint
 (juillet 2014).
Pour les articles homonymes, voir ADS.
Ne doit pas être confondu avec policier auxiliaire.
En France, un policier adjoint (PA), anciennement adjoint de sécurité (ADS), est un agent contractuel de droit public de la Police nationale chargé d'assister au quotidien les gardiens de la paix dans l'exécution de leurs missions. 
Les adjoints de sécurité sont créés par la loi du 16 octobre 1997 relative au développement d'activités pour l'emploi des jeunes, promulguée sous le gouvernement Jospin. Rebaptisés policiers adjoints en 2021, ils sont recrutés pour une période de 3 ans renouvelable une fois. Leur statut permet notamment de préparer le concours de gardien de la paix. 

## Historique
Les adjoints de sécurité (ADS) ont été mis en place en 1997 dans le cadre des emplois-jeunes. Le dispositif a été maintenu lorsque ceux-ci ont été supprimés. Depuis le 25 mai 2021, les adjoints de sécurité ont changé d'appellation et s'appellent désormais policiers adjoints.

## Missions et statut
Les policiers adjoints concourent aux missions du service public de la sécurité assurées par les fonctionnaires des services actifs de la Police nationale. En particulier, ils assistent les gardiens de la paix dans l'exercice de leurs missions. Ils sont chargés de renforcer les services pour faire face aux besoins non satisfaits en matière de prévention, d'assistance et de soutien.
Ils ont notamment pour missions :
- de participer aux activités de surveillance générale de la Police nationale ;
- de contribuer à l'information et à l'action de la Police nationale dans ses rapports avec les autres services publics nationaux et locaux ;
- de faciliter le recours et l'accès au service public de la police en participant à l'accueil, à l'information et à l'orientation du public ;
- de soutenir les victimes de la délinquance et des incivilités en les accompagnant dans leurs démarches administratives, en liaison avec les associations et les services d'aide aux victimes ;
- de contribuer aux actions d'intégration, notamment en direction des étrangers ;
- d'apporter une aide au public sur les axes de circulation, à la sortie des établissements d'enseignement, dans les îlots d'habitation et dans les transports en commun.

Selon l'article 132-1 du Règlement général d'emploi de la Police nationale, ils agissent sous l'autorité directe, effective et constante d'un fonctionnaire titulaire chargé de leur encadrement opérationnel.
Les policiers adjoints sont assermentés et disposent d'un pouvoir judiciaire limité aux relevés d'identité, à la constatation des contraventions des quatre premières classes et à l'immobilisation des véhicules en leur qualité d'agents de police judiciaire adjoints, statut défini à l'article 21-1 ter du code de procédure pénale.
Ils portent le même uniforme que les fonctionnaires de police. Leurs insignes de grade (fourreaux d'épaules ou galons de poitrine) sont de couleur bleu cobalt. Ils possèdent une carte professionnelle qui n'est toutefois pas une carte de réquisition, contrairement aux agents de police titulaires.

## Rémunération
Les policiers adjoints sont rémunérés un peu plus que le SMIC (1 402 euros nets par mois en Île-de-France et 1 304 euros nets dans les autres régions). Leur rémunération est revalorisée tous les ans. Ils perçoivent par ailleurs une indemnité d'exercice pour service fait.

## Recrutement et formation

### Conditions
Aucun diplôme n'est nécessaire pour devenir policier adjoint. Pour être candidat, il faut :
- être de nationalité française ;
- être âgé de 18 à moins de 30 ans à la date de la première épreuve ;
- être de bonne moralité, le bulletin n° 2 du casier judiciaire ne devant comporter aucune mention incompatible avec l'exercice des fonctions envisagées ;
- être recensé et avoir accompli la journée défense et citoyenneté (JDC, ex JAPD). Pour les personnes de plus de 25 ans, aucun justificatif n'est demandé aux intéressés.

### Épreuves
Les candidats sont d'abord soumis à des tests psychotechniques. 
En cas de succès aux tests, les candidats sont convoqués à un entretien avec les membres de la commission départementale de sélection composée de 3 à 4 personnes, parfois une dizaine. Cette commission peut être composée d'un commissaire de police, d'un lieutenant, d'un gardien de la paix, d'un psychologue et d'un agent de Pôle emploi suivant les commissions. 
Ils sont ensuite soumis à une vérification de leur aptitude physique par le biais d'une visite médicale et un dépistage des stupéfiants. Depuis le 1er janvier 2013, les candidats sont soumis à des épreuves sportives éliminatoires (test de résistance musculaire et endurance cardio-respiratoire).
En complément est effectuée une enquête de moralité par le service départemental du renseignement territorial, visant à s'assurer de la bonne moralité du candidat, comme c'est le cas pour le recrutement de tous les fonctionnaires de police.
Au vu des propositions de la commission, le préfet arrête la liste définitive des candidats agréés qui correspond au nombre de postes de policiers adjoints à pourvoir dans le département. Un contrat d'engagement est alors proposé aux candidats agréés.

### Formation
Une formation rémunérée de 14 semaines est dispensée aux nouveaux policiers adjoints. Elle comprend un module de formation générale de 12 semaines en école de police et un stage d'adaptation sur site d'une durée de 2 semaines. Durant toute leur scolarité, ils sont évalués sur les savoirs juridiques, techniques, mais également sur leur comportement et la volonté qu'ils mettent dans l'apprentissage de leur métier, sur leur capacité à résoudre un problème de police concret (intervention sur une situation de violence, accueil du public, etc.). Une attestation d'aptitude générale à l'emploi est délivrée à l'issue de la période de formation initiale. 

### Fin de contrat
L'administration comme les policiers adjoints peuvent mettre fin à leur contrat sans aucun préavis et sans aucune indemnité durant la période d'essai.

## Promotion sociale
Durant leur contrat, les policiers adjoints bénéficient d'une formation continue destinée à répondre aux besoins du service d'affectation, à les préparer aux évolutions de leur métier ou à d'éventuels changements d'emploi. Ils peuvent également bénéficier d'une formation gratuite les préparant aux concours de la Police nationale, notamment au concours spécifique de gardien de la paix dont le nombre de postes est limité. Ils peuvent également faire valider leur expérience professionnelle par un diplôme « sûreté des espaces ouverts au public » de niveau CAP reconnu par l'Éducation nationale.
Après un an de service, ils sont autorisés à passer le concours interne de gardien de la paix.

## Cadets de la République
Les Cadets de la République sont des policiers adjoints qui bénéficient d'une formation initiale renforcée, d'un an, leur permettant de préparer le concours interne de gardien de la paix. Ils alternent formation professionnelle théorique à des périodes de stage d'observation au sein des services actifs dans lesquels ils alternent entre accueil et orientation du public et découverte des missions de voie publique sous l'autorité d'un fonctionnaire titulaire. 